# Denis Suárez
Denis Suárez Fernández (Salceda de Caselas, Pontevedra, España, 6 de enero de 1994) es un futbolista español que juega como centrocampista en el Villarreal C. F. de la Primera División de España.

## Trayectoria

### Real Club Celta de Vigo
Denis llegó a la cantera del Celta de Vigo en 2009, procedente del Porriño Industrial. Rápidamente se convirtió en uno de los jugadores más codiciados de la cantera celeste. En 2010, con apenas 16 años, hizo su debut en el filial.

### Manchester City
Denis firmó con el Manchester City el 23 de mayo de 2011. El club inglés pagó una cantidad inicial de 850 000 libras, que podría aumentar a 2,75 millones de libras en función de una serie de variables como la del debut en el primer equipo.
El 26 de octubre de 2011 debutó con el conjunto inglés al sustituir a Samir Nasri en un encuentro de la Copa de la Liga ante el Wolverhampton. Casi un año después jugó su segundo partido con el equipo ciudadano ante el Aston Villa. Durante dos temporadas, Denis fue un destacado jugador del conjunto sub-23 del Manchester City.

### F. C. Barcelona
En el verano de 2013 el Fútbol Club Barcelona volvió a mostrar interés en el centrocampista, al que fichó por 1,8 millones de euros más una serie de variables por cada diez partidos que jugase con el primer equipo. Su contrato estipulaba que debía  jugar con el filial azulgrana la primera temporada y, durante las tres siguientes, sería parte del primer equipo. Sin embargo, el jugador fue cedido por dos temporadas al Sevilla Fútbol Club como parte del traspaso de Ivan Rakitić.

### Sevilla F. C.
El 26 de octubre de 2014 marcó su primer tanto en Primera División en una victoria por 2 a 1 ante el Villarreal. Con el equipo sevillista disputó 46 encuentros, aunque se quedó en el banquillo en la final de la Liga Europa ante el FC Dnipro. Sin embargo, el jugador mostró interés en abandonar el cuadro hispalense, llegándose a un acuerdo para cancelar el último año de cesión.

### Villarreal C. F.
A finales de agosto de 2015, el jugador se desvinculó del Fútbol Club Barcelona y del Sevilla Fútbol Club para recalar en el Villarreal CF. El cuadro amarillo abonó cuatro millones de euros al Sevilla para anular el contrato que tenía en vigor.

### F. C. Barcelona
El 4 de julio de 2016 se hizo oficial su fichaje por el Fútbol Club Barcelona por el valor de su cláusula de recompra de 3 250 000 euros.

### Arsenal F. C.
El 29 de enero de 2019 se oficializó su cesión por el Arsenal Football Club hasta final de temporada por un montante de 2 500 000 euros y sin opción de compra. Regresó al club catalán al término de la temporada.

### Regreso a Vigo
El 30 de junio de 2019, el Fútbol Club Barcelona hizo oficial su venta al Real Club Celta de Vigo a cambio de 12,9 millones de euros más 3,1 en variables. Firmó por cuatro temporadas y regresó al club en el que se había formado ocho años después. En julio de 2022 fue apartado del equipo por el presidente Carlos Mouriño, por presuntamente haber influido en la marcha del canterano Bryan Bugarín al Real Madrid, algo que el futbolista ha negado siempre. Durante ese tiempo, el centrocampista estuvo apartado del equipo, entrenándose en solitario. En el mercado de fichajes de verano tuvo algunas ofertas por equipos como el Sevilla o el Betis, pero no se llegaron a materializar.[cita requerida]

### R. C. D. Espanyol y vuelta al Villareal C. F.
Tras un largo tiempo negociando el fichaje, el 29 de enero de 2023, se trasladó a Barcelona, donde se confirmó su fichaje por el Real Club Deportivo Espanyol el 31 de enero de 2023. El fichaje supuso un desembolso de 200 mil euros por parte del club perico, más una cláusula de 400 mil euros más en caso de que el club mantuviese la máxima categoría al final de la temporada 2022-23. No pudo ayudar al equipo a evitar el descenso a Segunda División y la siguiente campaña regresó al Villarreal C. F.

## Selección nacional
Denis ha sido internacional en todas las categorías inferiores de la selección española. El 29 de mayo de 2016 debutó con la selección absoluta en un amistoso ante Bosnia, en el que entró sustituyendo a David Villa.

### Selección gallega
El 20 de mayo de 2016, jugó con la selección de fútbol de Galicia un partido amistoso, en el estadio de Riazor, contra la selección de Venezuela que terminó con empate a 1.

## Estadísticas

### Clubes
Actualizado al último partido disputado el 25 de mayo de 2025.
| Club                             | Div.          | Temporada     | Liga  | Liga  | Copas nacionales | Copas nacionales | Copas internacionales | Copas internacionales | Total | Total |
| Club                             | Div.          | Temporada     | Part. | Goles | Part.            | Goles            | Part.                 | Goles                 | Part. | Goles |
| -------------------------------- | ------------- | ------------- | ----- | ----- | ---------------- | ---------------- | --------------------- | --------------------- | ----- | ----- |
| R. C. Celta de Vigo "B" · España | 2.ª B         | 2009-10       | 4     | 0     | ―                | ―                | ―                     | ―                     | 4     | 0     |
| R. C. Celta de Vigo "B" · España | 2.ª B         | 2010-11       | 11    | 0     | ―                | ―                | ―                     | ―                     | 11    | 0     |
| R. C. Celta de Vigo "B" · España | Total club    | Total club    | 15    | 0     | 0                | 0                | 0                     | 0                     | 15    | 0     |
| Manchester City F. C. Inglaterra | 1.ª           | 2011-12       | 0     | 0     | 1                | 0                | 0                     | 0                     | 1     | 0     |
| Manchester City F. C. Inglaterra | 1.ª           | 2012-13       | 0     | 0     | 1                | 0                | 0                     | 0                     | 1     | 0     |
| Manchester City F. C. Inglaterra | Total club    | Total club    | 0     | 0     | 2                | 0                | 0                     | 0                     | 2     | 0     |
| F. C. Barcelona "B" · España     | 2.ª           | 2013-14       | 36    | 7     | ―                | ―                | ―                     | ―                     | 36    | 7     |
| F. C. Barcelona "B" · España     | Total club    | Total club    | 36    | 7     | 0                | 0                | 0                     | 0                     | 36    | 7     |
| Sevilla F. C. · España           | 1.ª           | 2014-15       | 31    | 2     | 5                | 1                | 10                    | 3                     | 46    | 6     |
| Sevilla F. C. · España           | Total club    | Total club    | 31    | 2     | 5                | 1                | 10                    | 3                     | 46    | 6     |
| Villarreal C. F. · España        | 1.ª           | 2015-16       | 33    | 4     | 2                | 0                | 13                    | 1                     | 48    | 5     |
| F. C. Barcelona · España         | 1.ª           | 2016-17       | 26    | 1     | 9                | 2                | 1                     | 0                     | 36    | 3     |
| F. C. Barcelona · España         | 1.ª           | 2017-18       | 18    | 2     | 6                | 1                | 3                     | 0                     | 27    | 3     |
| F. C. Barcelona · España         | 1.ª           | 2018-19       | 2     | 0     | 4                | 2                | 2                     | 0                     | 8     | 2     |
| F. C. Barcelona · España         | Total club    | Total club    | 46    | 3     | 19               | 5                | 6                     | 0                     | 71    | 8     |
| Arsenal C. F. Inglaterra         | 1.ª           | 2018-19       | 4     | 0     | 0                | 0                | 2                     | 0                     | 6     | 0     |
| Arsenal C. F. Inglaterra         | Total club    | Total club    | 4     | 0     | 0                | 0                | 2                     | 0                     | 6     | 0     |
| R. C. Celta de Vigo · España     | 1.ª           | 2019-20       | 26    | 1     | 2                | 0                | ―                     | ―                     | 28    | 1     |
| R. C. Celta de Vigo · España     | 1.ª           | 2020-21       | 35    | 0     | 2                | 0                | ―                     | ―                     | 37    | 0     |
| R. C. Celta de Vigo · España     | 1.ª           | 2021-22       | 38    | 4     | 2                | 0                | ―                     | ―                     | 40    | 4     |
| R. C. Celta de Vigo · España     | Total club    | Total club    | 99    | 5     | 6                | 0                | 0                     | 0                     | 105   | 5     |
| R. C. D. Espanyol · España       | 1.ª           | 2022-23       | 18    | 0     | ―                | ―                | ―                     | ―                     | 18    | 0     |
| R. C. D. Espanyol · España       | Total club    | Total club    | 18    | 0     | 0                | 0                | 0                     | 0                     | 18    | 0     |
| Villarreal C. F. · España        | 1.ª           | 2023-24       | 4     | 0     | 0                | 0                | 1                     | 0                     | 5     | 0     |
| Villarreal C. F. · España        | 1.ª           | 2024-25       | 21    | 1     | 1                | 0                | —                     | —                     | 22    | 1     |
| Villarreal C. F. · España        | Total club    | Total club    | 58    | 5     | 3                | 0                | 14                    | 1                     | 75    | 5     |
| Total carrera                    | Total carrera | Total carrera | 307   | 22    | 35               | 6                | 32                    | 4                     | 374   | 32    |

## Palmarés

### Campeonatos nacionales
| Título                     | Club            | País       | Año     |
| -------------------------- | --------------- | ---------- | ------- |
| Premier League             | Manchester City | Inglaterra | 2011-12 |
| Community Shield           | Manchester City | Inglaterra | 2012    |
| Supercopa de España        | F. C. Barcelona | España     | 2016    |
| Copa del Rey               | F. C. Barcelona | España     | 2016-17 |
| Copa del Rey               | F. C. Barcelona | España     | 2017-18 |
| Primera División de España | F. C. Barcelona | España     | 2017-18 |
| Supercopa de España        | F. C. Barcelona | España     | 2018    |
| Primera División de España | F. C. Barcelona | España     | 2018-19 |

### Campeonatos internacionales
| Título                    | Club          | Sede     | Año     |
| ------------------------- | ------------- | -------- | ------- |
| Campeonato Europeo Sub-19 | España sub-19 | Estonia  | 2012    |
| Liga Europa de la UEFA    | Sevilla F. C. | Varsovia | 2014-15 |